# Ostry Kamień (Góra Pasia)
Ostry Kamień – wychodnia na grzbiecie Góry Pasiej (527 m) w Paśmie Brzanki na Pogórzu Ciężkowickim. Pod względem administracyjnym znajduje się w obrębie miejscowości Żurowa w województwie małopolskim, w powiecie tarnowskim, w gminie Szerzyny.
Jest to skalna grzęda o długości 40 m, szerokości 3–16 m i wysokości 2–8 m. Zbudowana jest z piaskowca godulskiego. Składa się z kilku głazów z widocznymi spękaniami ciosowymi. Jest pomnikiem przyrody. Tuż obok Ostrego Kamienia prowadzi znakowany szlak turystyczny. Jest to żółty szlak wiodący całym grzbietem Pasma Brzanki. Nieco na zachód za Ostrym Kamieniem krzyżuje się z nim szlak zielony.

## Szlaki turystyczne
Siedliska – Nosalowa – Brzanka – Pasia Góra – Gilowa Góra – Liwocz – Kołaczyce (wytyczony w 1953 roku);
 tworzący zamkniętą pętlę: Tuchów (ośrodek rekreacji hippicznej) – Liwecka Góra – Pasia Góra – Brzanka – Ptasznik – Tuchów (ośrodek rekreacji hippicznej)

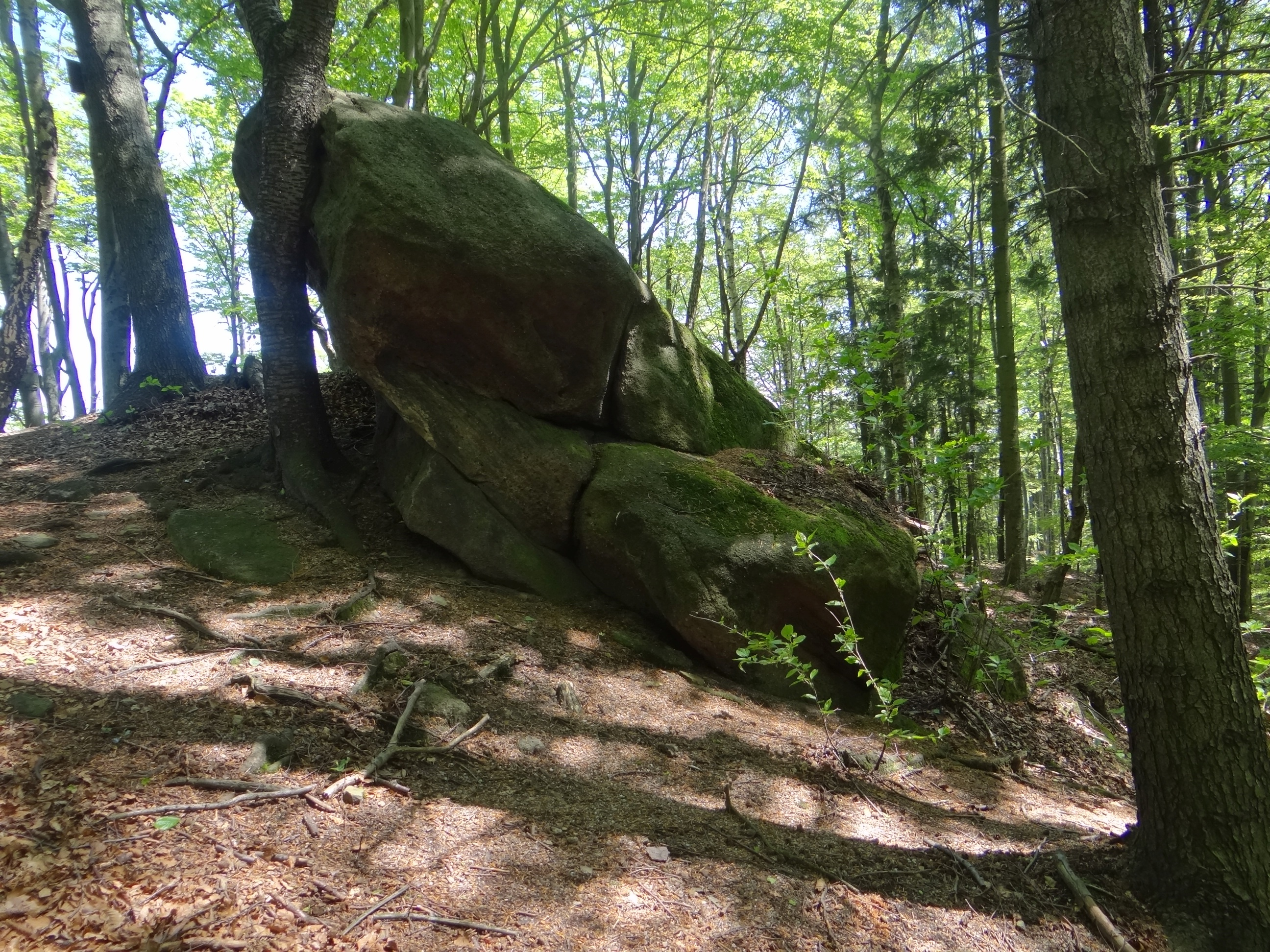
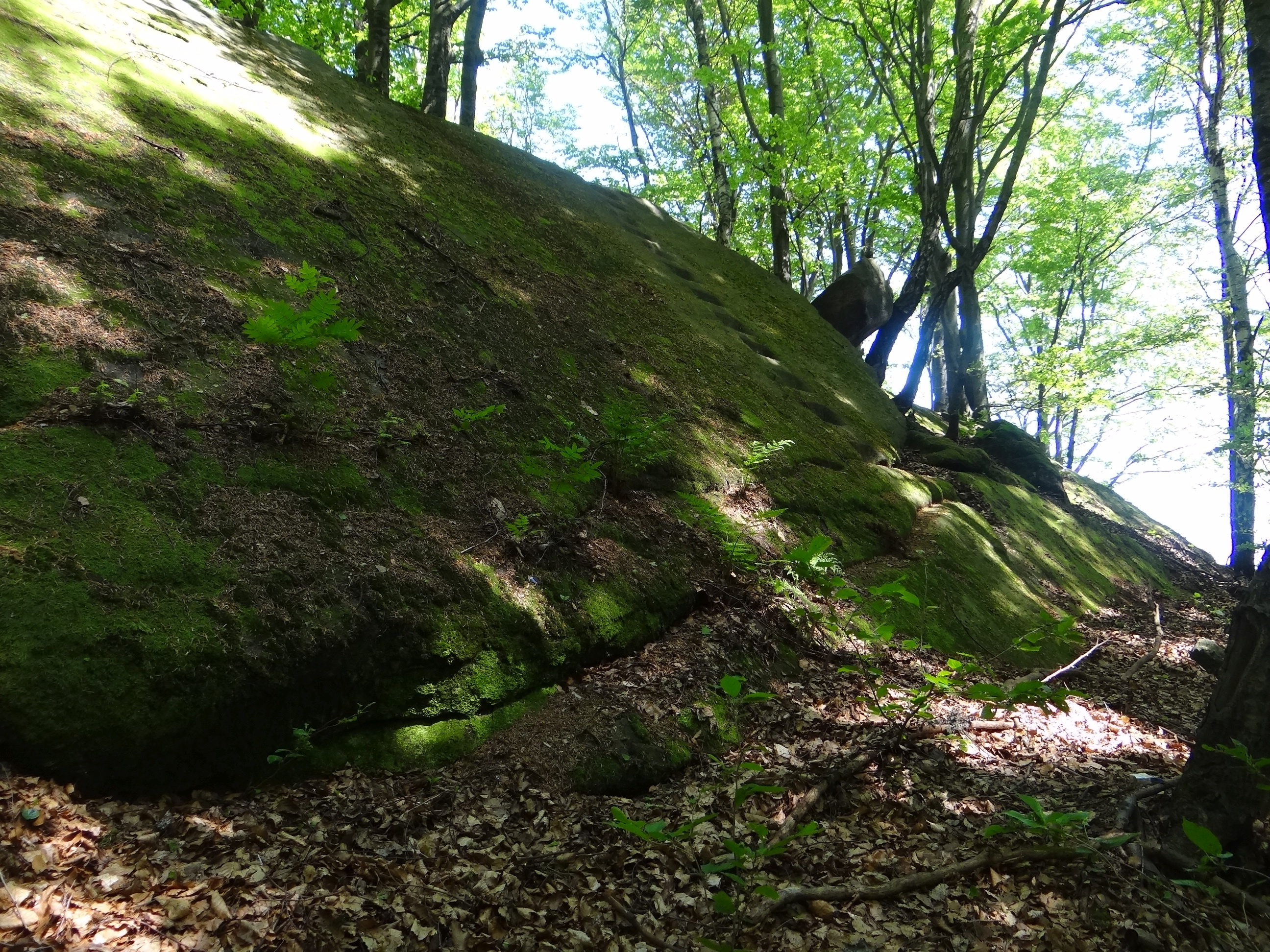
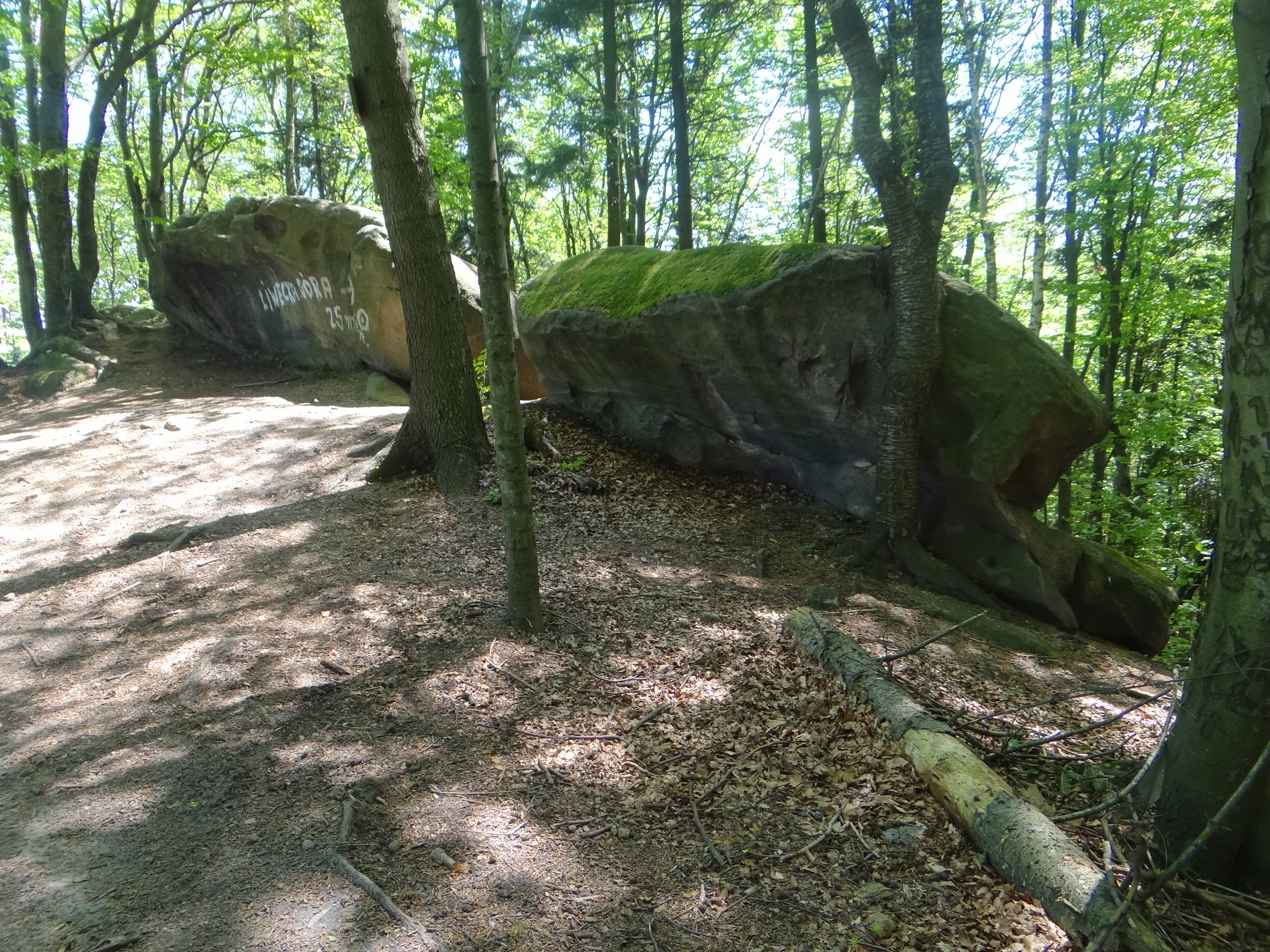
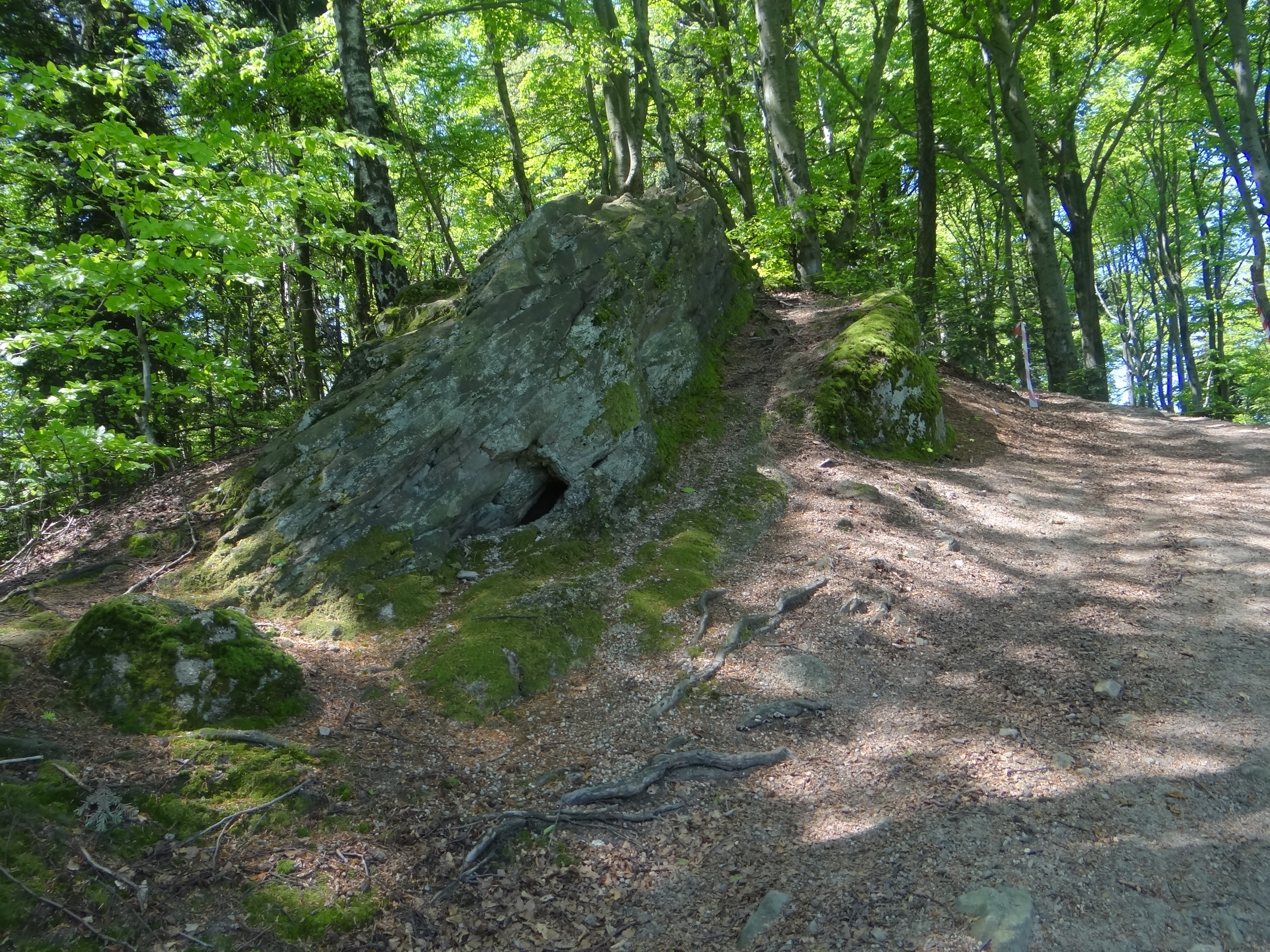